# Pátzay Pál

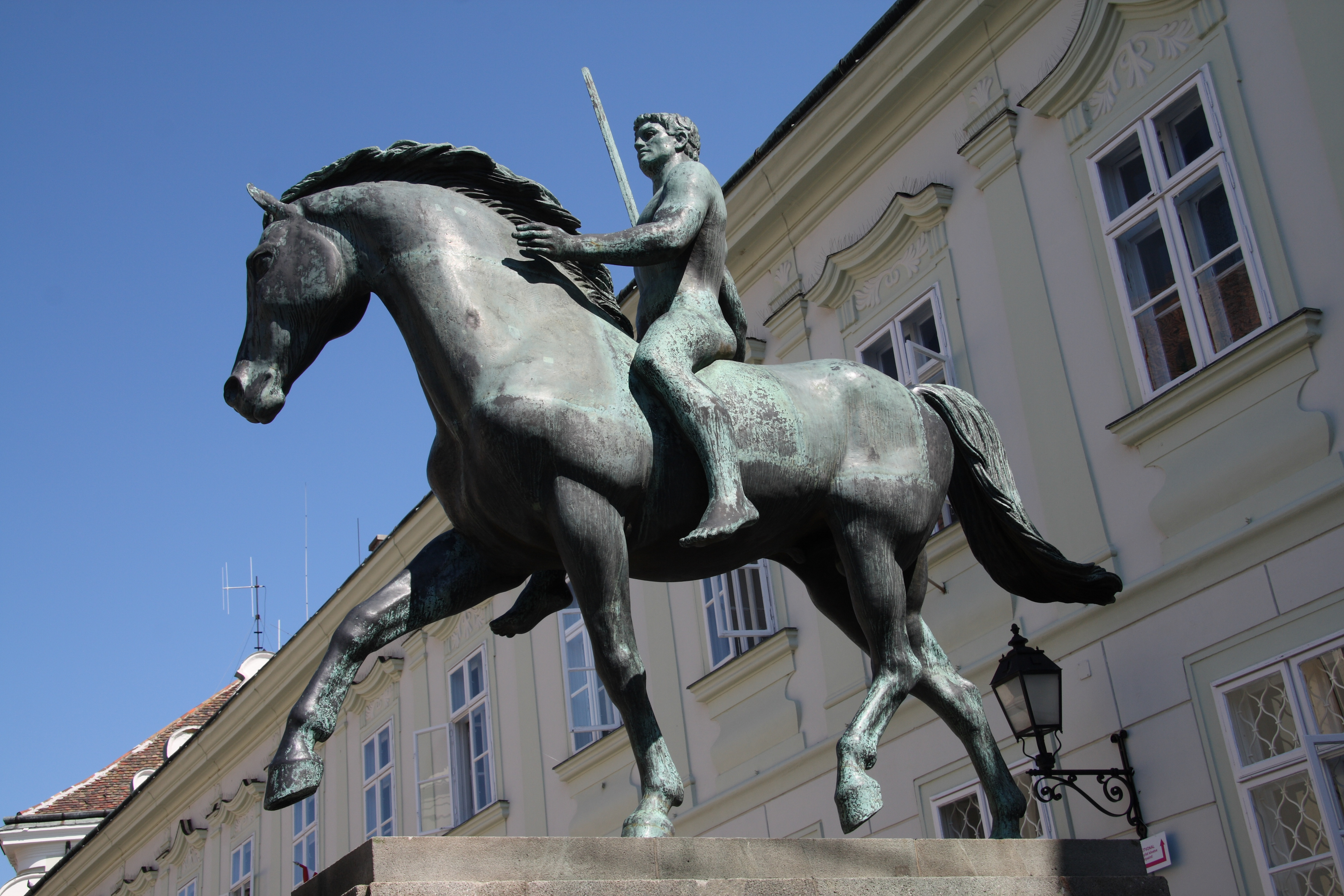
Pátzay egyik legismertebb alkotása, a tízes huszárok emlékműve a székesfehérvári Városház téren (1939)

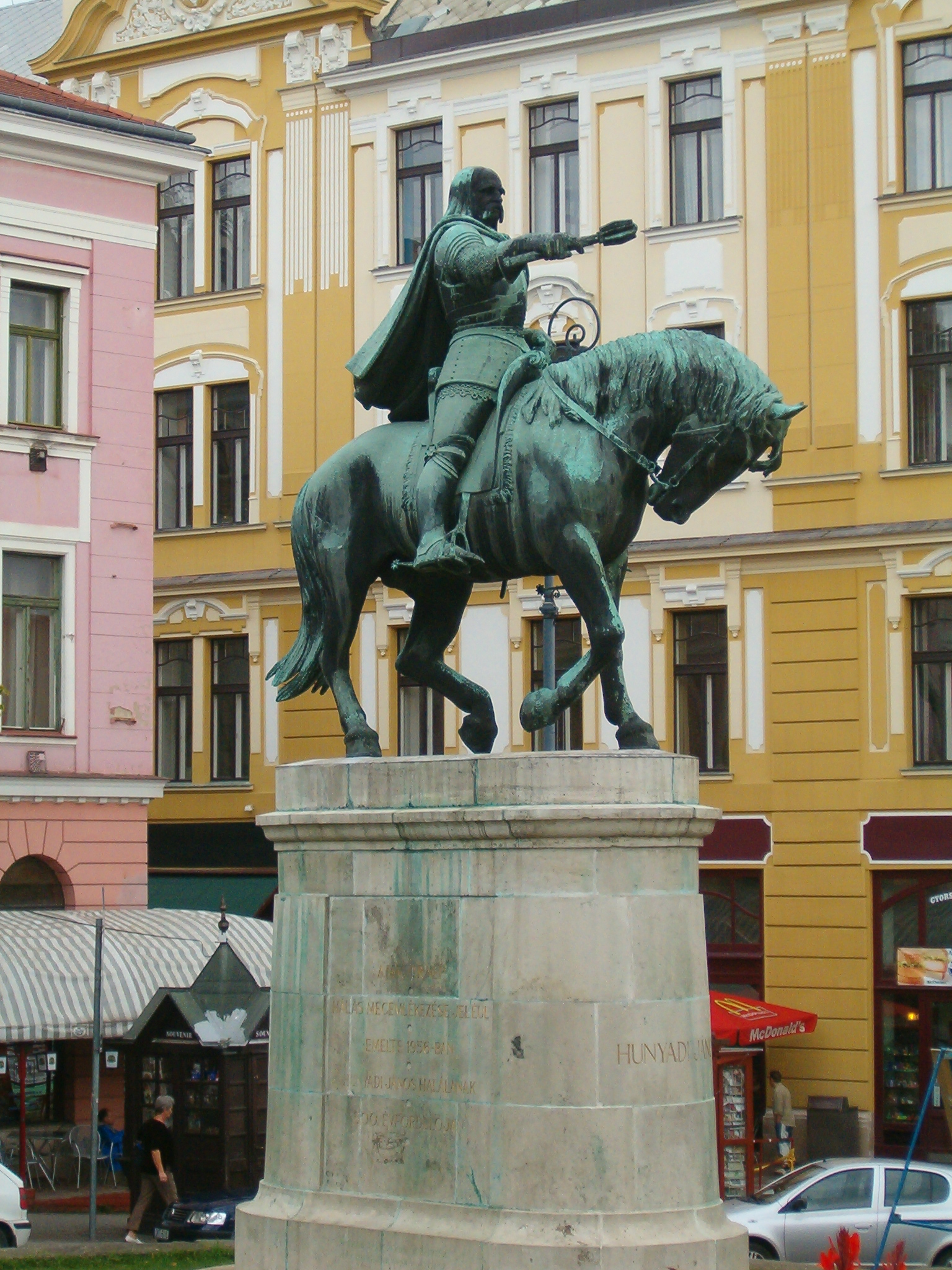
Hunyadi János szobra a pécsi Széchenyi téren (1956)

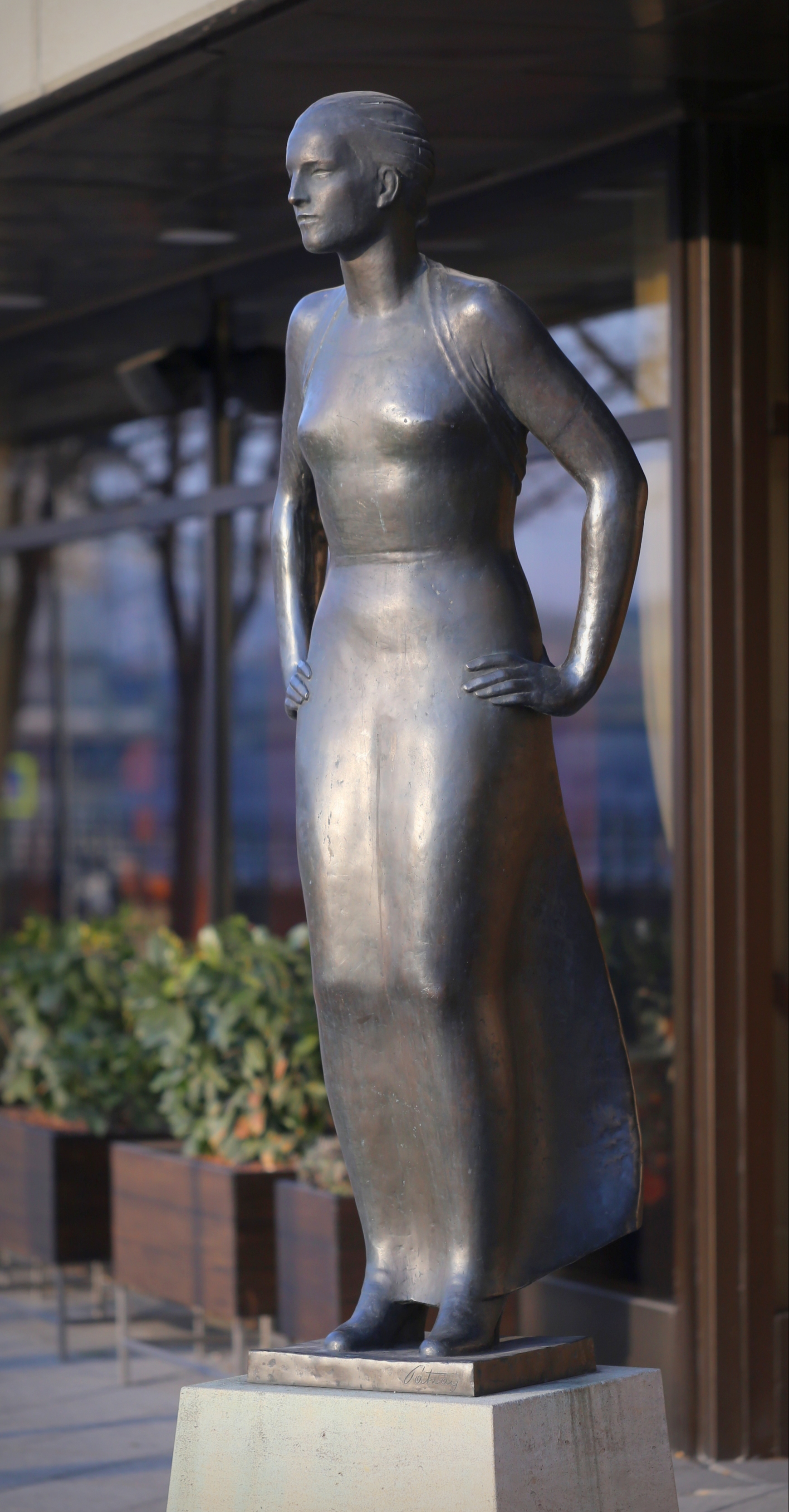
Dunai szél. Bronzszobor a pesti Dunakorzón. A szobor eredetije 1937-ben készült

Pátzay Pál (Kapuvár, 1896. szeptember 17. – Budapest, 1979. szeptember 14.) kétszeres Kossuth-díjas magyar szobrászművész, éremművész, kiváló művész, az MTA levelező tagja. Tanszékvezető, főiskolai, majd 1971-től egyetemi tanár. A Képzőművészeti Főiskola rektora (1947-1949).

## Életpályája
Pátzay József kórházi gondnok és Szvetelszky Ilona fiaként született. 1912 és 1914 között Radnai Béla növendéke volt a budapesti Képzőművészeti Főiskolán. Mivel a főiskoláról eltanácsolta, autodidakta módon képezte magát. Huzamosabb ideig a Ferenczy családnál lakott Nagybányán. Megismerkedett Kassák Lajossal, akinek a köréhez kapcsolódott 1915-ben. Első kiállítása 1917-ben volt a Ma kiállítóhelyiségében, ahol Bohacsek Ede festő művei mellett Pátzay nyolc szobra volt látható. Mivel a Magyarországi Tanácsköztársaság alatt a direktórium munkáját segítette, a Tanácsköztársaság bukása után másfél évre bebörtönözték. Az 1920-as évek végén több tanulmányutat tett külföldön: 1927-ben Párizsban, Miklós Andornak, Az Est-lapok tulajdonosának támogatásával, majd 1928 és 1930 között a Római Magyar Akadémia ösztöndíjasaként. 1942 márciusában ő készítette el a Petőfi-plakettet, amely a tüntetés résztvevőinek jelvénye lett. A második világháború alatt kőbányai műtermében üldözötteket bújtatott, amiért 1998-ban megkapta a Világ Igaza kitüntetést. 1945-ben a Művészeti Tanács tagjává választották. 1945 és 1975 között a Képzőművészeti Főiskola tanára volt, főiskolai pályafutása alatt a professzori kinevezést is megkapta. Több egymást követő művésznemzedéket oktatott, tanítványai közé olyan későbbi hírességek tartoztak, mint Varga Imre és Marton László szobrászművészek. Munkásságát különböző díjakkal ismerték el. 1945-ben a nemzetgyűlés tíz (később tizenkettő) meghívott képviselőinek egyike lett, mandátuma lejárta után (előtte sem) indult választásokon és egyetlen párt tagja sem volt, vagy lett.

## Művészete
Művészetszemléletében, s alkotásaiban a római iskola egyik legkövetkezetesebb képviselője volt. Neoklasszicista alkotásai harmóniát sugároznak, s barokkos lendületet. A robusztus Kenyérszegő c. szobrán, amikor a néző szeme a szobor arcával találkozik, szembetűnnek az arc finom görögös vonásai. A székesfehérvári huszárszobron nemcsak az arányos forma, hanem a lendület is magával ragadó.

## Köztéri szobrai
- Tízes huszárok emlékműve (Székesfehérvár), Városház tér, 1939)
- Balassi Bálint (Budapest, Körönd, 1959)
- Faültető lányka (Kunfehértó, (eredetileg: Kunfehértói Állami Gazdaság, jelenleg: Kunfehértó, Szabadság tér), 1963)
- Lenin (Budapest, Dózsa György út, 1970, ma a Memento Parkban)
- A második világháború debreceni páncéloscsata katonáinak emlékműve (Debrecen, Kossuth tér)
- Az 1940-es években mintázott Kenyérszegő című szobrát Kapuváron állították fel 1973-ban, ennek másolata Szegeden előbb a Klauzál teret, majd a kis Dugonics teret díszíti.
- A komáromi cs. és kir. 12. gyalogezred I. világháborús emlékműve (Komárom, 1941, megsemmisült)[12]
- Hunyadi János szobra (Pécs, Széchenyi tér)
- Kenyérszegő (Kapuvár, Fő tér, 1974)[13]

## Fontosabb kisplasztikái és portréi
- Fésülködő leány (bronz, 1919-22, MNG)
- Nővérek (1933)
- Vízbelépő (bronz, 1955)
- Bernáth Aurél (bronz, 1958)
- Derkovits Gyula (bronz, 1966)
- Kodály Zoltán (bronz, 1967)

## Írásai
- Korunk esztétikai zűrzavara (tanulmány, Budapest, 1962)
- A művészetek történelmi sorskérdéseiről (Budapest, 1966)
- Összegyűjtött írásai az Alkotás és szemlélet című kötetben jelentek meg 1967-ben.

## Kiállításai
Művei számos jelentős hazai és külföldi tárlaton szerepeltek. Életmű-kiállítását 1976-ban Magyar Nemzeti Galériában rendezték meg. 2008-ban negyven ajándékszobrával megnyílt a kapuvári állandó Pátzay-tárlat.

## Társasági tagság
- Gresham-kör
- Magyar Mickiewicz Társaság[14]

## Díjai, elismerései

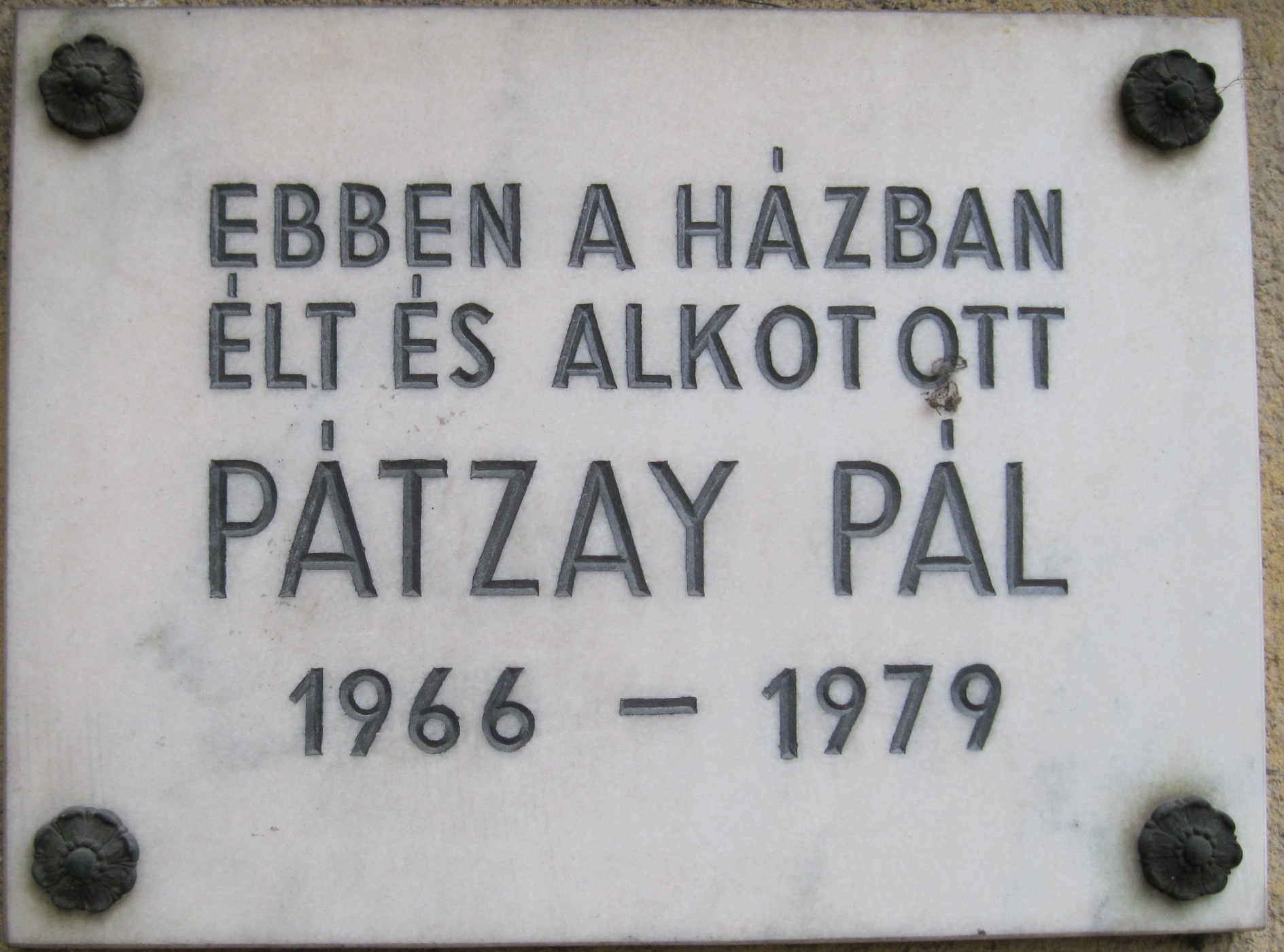
Emléktáblája egykori lakóhelyén

- A főváros Ferenc József jubileumi díja (1931, Dajka című szobráért)
- a III. Nemzeti Képzőművészeti Kiállításon állami kis aranyérem
- a párizsi világkiállítás nagydíja (a Szent Istvánt ábrázoló szobráért)
- Greguss-érem (a székesfehérvári Huszáremlékmű című alkotásáért)
- A Magyar Tudományos Akadémia levelező tagjának választották
- Kossuth-díj (1950, 1965)
- Kiváló művész (1952)
- A Magyar Népköztársaság Zászlórendje (1970, a második világháború debreceni páncélos csapatának emlékművéért)

## Emlékezete
- Sírja Kapuváron, a Szent Kereszt temető IX. parcellájának díszsírhelyén található. Egykori lakóhelyén (Budapest II. kerületében) emléktáblát helyeztek el tiszteletére.
- A jeruzsálemi Jad Vasem intézet kertjében nevét a Világ Igazai emléktáblája őrzi.